# Actinotus glomeratus
Actinotus glomeratus är en flockblommig växtart som beskrevs av George Bentham. Actinotus glomeratus ingår i släktet Actinotus och familjen flockblommiga växter. Inga underarter finns listade i Catalogue of Life.